# Gummi-Tarzan
Gummi-Tarzan is een Deense kinderfilm uit 1981 en werd geregisseerd door Søren Kragh-Jacobsen.  Het script is gebaseerd op het gelijknamige boek van de Deense auteur Ole Lund Kirkegaard.  Alternatieve titels voor de film zijn Rubber Tarzan en Pudding Tarzan.

## Verhaal
De achtjarige Ivan Olsen voelt zichzelf een mislukkeling: hij is een dromer, is slecht in sport, kan slecht lezen, ...  Hierdoor wordt hij al snel gepest door de andere schoolkinderen.  Ook van zijn vader hoeft hij niet op al te veel begrip rekenen.  Hij is een fanatieke fan van Tarzan en noemt zijn zoon Pudding-Tarzan omwille van zijn slapheid.  Hierdoor voelt Ivan zich minderwaardig en zondert hij zich af.
In zijn fantasie neemt Ivan wraak op al zijn pesters: hij troeft hen af, is sterker dan hen, is in alles beter.
Op zekere dag ontmoet Ivan de kraanmachinist Ole.  Ole is van mening dat iedereen in bepaalde zaken sterk is, maar dat Ivan zijn kwaliteiten nog niet heeft ontdekt.  Ole leert vervolgens aan Ivan hoe hij de kraanmachine dient te besturen.
Wanneer een aantal pesters het weer hebben gemunt op Ivan bewijst hij zich door te laten zien wat hij met de kraan kan.

## Rolverdeling

### Originele versie
| Acteur              | Personage         |
| ------------------- | ----------------- |
| Alex Svanbjerg      | Ivan Olsen        |
| Peter Schrøder      | Vader van Ivan    |
| Susanne Heinrich    | Moeder van Ivan   |
| Jens Okking         | Gymnastiekleraar  |
| Kjeld Løfting       | Leraar            |
| Terese Damsholt     | Leraar            |
| Hans Hansen         | Leraar            |
| Hardy Rafn          | Havenbaas         |
| Kirsten Rolffes     | Hondendame        |
| Lone Kellermann     | Kassierster       |
| Ole Thestrup        | Liftman           |
| Hans Kragh-Jacobsen | Computerbeheerder |
| Otto Brandenburg    | Ole               |
| Bent Warburg        | Arbeider          |
| Søren Sjøgreen      | Tarzan            |
| Helle Ryslinge      | Jane              |

### Nederlandse versie
De Nederlandse versie van Pudding Tarzan is bewerkt door regisseur Arnold Gelderman, met stemmen van Bart Steenbeek, Jan Anne Drenth, Arnold Gelderman, Paula Majoor, Ger Smit en Hero Muller. De film draaide in 1986 in de Nederlandse bioscopen.